# 아르헨티나개미
아르헨티나개미(영어: Linepithema humile, 구 Iridomyrmex humilis) 또는 민개미는 색이 어두운 개미로 원래 파라나강의 주변에 살았다. 아르헨티나개미는 침입종으로 지중해 주변의 여러 지점에 정착하였다.. 인간 때문에 뉴질랜드, 일본, 이스터 섬, 오스트레일리아, 하와이, 유럽, 미국 등 여러 지역으로 퍼졌다.

## 설명
아르헨티나개미의 일개미는 길이가 약3 mm 이고 1 mm정도의 틈새는 쉽게 빠져나온다. 여왕 개미의 크기는 일개미들의 2~4배 정도 크다. 아르헨티나개미는 땅 속, 콘크리트 벽의 틈새, 버려진 목재의 틈, 그리고 인간의 집에도 집을 짓는다. 독일의 곤충학자 구스타프 마이어(Gustav Mayr)는 최초로 아르헨티나개미를 아르헨티나의 부에노스 아이레스에서 발견하였다. 아르헨티나개미는 임시로 흰발마디개미속(Iridomyrmex)으로 분류되었다가, 1990년대 초반에 리네피테마속(Linepithema)로 최종 분류되었다.

## 분포
아르헨티나개미의 원래 파라나강의 주변 지역에만 분포하고 있었다. 최근에는 아르헨티나, 브라질, 칠레, 콜롬비아, 에콰도르, 그리고 페루에 퍼졌다. 이 나라들 외에도 아르헨티나개미는 최소한 15개국에 퍼졌으며, 남극 이외의 모든 대륙에 침입하였고 많은 섬에도 전파되었다.

## 행동
아르헨티나개미는 다른 개미와 달리, 서식지가 달라도 서로 싸우지 않는다. 그들의 유전자가 서로 너무 비슷하기 때문에 아르헨티나개미가 다른 아르헨티나개미의 집에 들어가도 공격받지 않는다. 이와 반대로, 원산지의 아르헨티나개미는 유전적으로 차이가 있어 서로 싸우며, 새롭게 퍼진 지역보다 작은 집을 짓는다. 남아메리카에 사는 아르헨티나개미는 여러 다른 개미들과 공생하며 새로 퍼진 지역보다 낮은 밀도를 유지한다.

## 생식
아르헨티나개미의 일개미들은 다른 개미들의 일개미들과 마찬가지로 생식 행위를 할 수 없다. 그러나 알을 어떻게 낳아야 할지 판단하여 여왕개미에게 명령을 내리는 것으로 보인다. 또한 수개미의 개체 수는 애벌레에게 주는 먹이의 양에 따라 결정되는 것으로 보인다. 아르헨티나개미는 다른 개미들과 달리 혼인 비행을 거의 하지 않는다. 그 대신 수정된 암개미들이 원래의 집에서 일개미 몇 마리와 함께 집에서 어느 정도 떨어진 곳으로 가서 새로운 집을 짓는다.

## 영향
아르헨티나개미는 세계 100대 침입종에 속한다. 새로 퍼진 지역에서 아르헨티나개미는 토종 개미종을 대부분 또는 모두 멸종시켜 생태계를 위협할 수 있다. 예를 들어 캘리포니아의 프리노소마속(Phrynosoma)에 속하는 도마뱀의 수가 최근 줄어들고 있는데, 이는 도마뱀이 먹는 토종 개미의 수가 아르헨티나개미 때문에 줄어든 탓으로 보인다.